# Arnold Šimonek
Arnold Šimonek (* 19. září 1990) je slovenský fotbalový útočník. V říjnu 2014 se kvůli přetrvávajícím zdravotním problémům rozhodl přerušit svoji fotbalovou kariéru. Od té doby hraje nižší slovenské ligy, od července 2019 za celek ŠK Tvrdošovce.

## Klubová kariéra
S fotbalem začal v šesti letech v Dubníku, ovšem po třech letech v roce 1999 přestoupil do FKM Nové Zámky. Tady vydržel až do žákovské kategorie, kde se předvedl 37 vstřelenými góly ve 14 zápasech. Tím si vysloužil nabídky z bratislavského Interu, Banské Bystrice i Košic, ale nakonec se rozhodl pro Nitru, kde se v té době začal rozbíhat fotbalová akademie. V Nitře se v kategorii starších žáků stal mistrem Slovenska a podařilo se mu pomoci týmu do finále Nike Cupu. V roce 2007 si ho trenér Pavel Hapal vytáhl do áčka, kde ho postavil do základu v zápase Corgoň ligy proti Slovanu Bratislava. Nitra tehdy skončila v lize třetí, ovšem Šimonek už kvůli zlomené noze do dalšího zápasu áčka v té sezoně nenaskočil. Po Hapalovi převzal tým v další sezoně Pavel Malura a po něm v rychlém sledu Marián Süttö a Petar Kurčubić a tým nakonec skončil 11. Šimonek se do sestavy probojoval až za Kurbučiće a proti Artmedii Petržalka zaznamenal svůj premiérový gól. Pod novým trenérem Ivanem Galádem se Šimonek stal stabilním členem základní sestavy, pomohl Nitře ke 4. místu a zahrál si i v Evropské lize (v předkole proti maďarskému Györu).
V červenci 2010 odešel hostovat do Vysočiny Jihlava, ovšem v červenci 2011 byl zpátky v Nitře. V lednu 2013 se do Jihlavy vrátil na přestup a podepsal zde smlouvu na 3,5 roku.
V srpnu 2013 odešel na roční hostování s následnou opcí na přestup do tureckého druholigového týmu Manisaspor, který o něj projevil velký zájem. Jeho hostování však v podstatě skončilo už na konci prosince téhož roku, když dostal infekci a do dalších zápasů již nenastoupil.
V létě 2014 odešel na půlroční hostování do TJ Spartak Myjava.

## Reprezentační kariéra
Šimonek působil v mládežnických reprezentacích Slovenska včetně týmu do 21 let. Zúčastnil se kvalifikace na Mistrovství Evropy hráčů do 21 let 2013 konaného v Izraeli, kde Slovensko obsadilo s 15 body druhé místo v konečné tabulce skupiny 9 za první Francií (21 bodů). Skóroval 6. září 2011 proti domácímu Kazachstánu (výhra 1:0) a 11. října 2011 proti domácímu Lotyšsku (výhra Slovenska 6:0). Slovensko se na závěrečný šampionát neprobojovalo přes baráž, v níž vypadlo po prohrách 0:2 doma i venku s Nizozemskem.